# 秋草学園高等学校
秋草学園高等学校（あきくさがくえんこうとうがっこう）は、埼玉県狭山市堀兼にある私立高等学校。設置者は学校法人秋草学園。

## 沿革
- 前身は1949年（昭和24年）に秋草かつえが東京都中野区に創設した編物・裁縫学校の秋草学園である。
- 1982年（昭和57年） - 秋草学園高等学校開校。

## 交通
- 新所沢駅より路線バス15分
- 新所沢駅・川越駅、ふじみ野駅、東所沢駅、稲荷山公園駅、狭山市駅からスクールバス。

## 系列
- 秋草学園短期大学
- 秋草学園福祉教育専門学校
- 社会福祉法人秋草福祉会あきくさ保育園